# 1174
Năm 1174  trong lịch Julius.

## Sự kiện
30 tháng 9 - Bang giao Lý-Tống: Nhân đoàn sứ thần nhà Lý do Doãn Tử Tư dẫn đầu sang kinh đô Lâm An, vua Trung Hoa lần đầu công nhận Việt Nam là một quốc gia, gọi là An Nam Quốc..